# بیلی جونز (بازیکن فوتبال، زاده ۱۸۸۱)
بیلی جونز (انگلیسی: Billy Jones; ۲۴ مارس ۱۸۸۱ – ۱۵ مارس ۱۹۴۸) بازیکن فوتبال در پست مهاجم اهل انگلستان بود.

## باشگاهی
از باشگاه‌هایی که در آن بازی کرده‌است می‌توان به باشگاه فوتبال بیرمنگام سیتی، و باشگاه فوتبال برایتون و هاو آلبیون، باشگاه فوتبال بیرمنگام سیتی، و باشگاه فوتبال برایتون و هاو آلبیون اشاره کرد.